# Лесковець (Целє)
Лесковець (словен. Leskovec) — поселення в общині Целє, Савинський регіон, Словенія. 
Висота над рівнем моря: 249,8 м.